# Jihoafrická fotbalová reprezentace
Jihoafrická fotbalová reprezentace, neboli Bafana Bafana, je národní tým Jižní Afriky a je řízen jihoafrickým fotbalovým svazem . Na světovou scénu se fotbalisté JAR vrátili v roce 1992, po mnoha letech, kdy byli vyloučeni z FIFA kvůli politice apartheidu. Země hostila 19. MS ve fotbale v červnu 2010 poté, co hostila i konfederační pohár v roce 2009. Jihoafrická republika byla první africkou zemí, která hostila Mistrovství světa ve fotbale.

## Mistrovství světa
Seznam zápasů jihoafrické fotbalové reprezentace na MS
| Rok    | Výsledek                                    | Poř.                       | Z                          | V                          | R                          | P                          | BV                         | BO                         |
| ------ | ------------------------------------------- | -------------------------- | -------------------------- | -------------------------- | -------------------------- | -------------------------- | -------------------------- | -------------------------- |
| 1930   | Bez účasti                                  | Bez účasti                 | Bez účasti                 | Bez účasti                 | Bez účasti                 | Bez účasti                 | Bez účasti                 | Bez účasti                 |
| 1934   | Bez účasti                                  | Bez účasti                 | Bez účasti                 | Bez účasti                 | Bez účasti                 | Bez účasti                 | Bez účasti                 | Bez účasti                 |
| 1938   | Bez účasti                                  | Bez účasti                 | Bez účasti                 | Bez účasti                 | Bez účasti                 | Bez účasti                 | Bez účasti                 | Bez účasti                 |
| 1950   | Bez účasti                                  | Bez účasti                 | Bez účasti                 | Bez účasti                 | Bez účasti                 | Bez účasti                 | Bez účasti                 | Bez účasti                 |
| 1954   | Bez účasti                                  | Bez účasti                 | Bez účasti                 | Bez účasti                 | Bez účasti                 | Bez účasti                 | Bez účasti                 | Bez účasti                 |
| 1958   | Bez účasti                                  | Bez účasti                 | Bez účasti                 | Bez účasti                 | Bez účasti                 | Bez účasti                 | Bez účasti                 | Bez účasti                 |
| 1962   | Bez účasti                                  | Bez účasti                 | Bez účasti                 | Bez účasti                 | Bez účasti                 | Bez účasti                 | Bez účasti                 | Bez účasti                 |
| 1966   | Vyloučení z FIFA                            | Vyloučení z FIFA           | Vyloučení z FIFA           | Vyloučení z FIFA           | Vyloučení z FIFA           | Vyloučení z FIFA           | Vyloučení z FIFA           | Vyloučení z FIFA           |
| 1970   | Vyloučení z FIFA                            | Vyloučení z FIFA           | Vyloučení z FIFA           | Vyloučení z FIFA           | Vyloučení z FIFA           | Vyloučení z FIFA           | Vyloučení z FIFA           | Vyloučení z FIFA           |
| 1974   | Vyloučení z FIFA                            | Vyloučení z FIFA           | Vyloučení z FIFA           | Vyloučení z FIFA           | Vyloučení z FIFA           | Vyloučení z FIFA           | Vyloučení z FIFA           | Vyloučení z FIFA           |
| 1978   | Vyloučení z FIFA                            | Vyloučení z FIFA           | Vyloučení z FIFA           | Vyloučení z FIFA           | Vyloučení z FIFA           | Vyloučení z FIFA           | Vyloučení z FIFA           | Vyloučení z FIFA           |
| 1982   | Vyloučení z FIFA                            | Vyloučení z FIFA           | Vyloučení z FIFA           | Vyloučení z FIFA           | Vyloučení z FIFA           | Vyloučení z FIFA           | Vyloučení z FIFA           | Vyloučení z FIFA           |
| 1986   | Vyloučení z FIFA                            | Vyloučení z FIFA           | Vyloučení z FIFA           | Vyloučení z FIFA           | Vyloučení z FIFA           | Vyloučení z FIFA           | Vyloučení z FIFA           | Vyloučení z FIFA           |
| 1990   | Vyloučení z FIFA                            | Vyloučení z FIFA           | Vyloučení z FIFA           | Vyloučení z FIFA           | Vyloučení z FIFA           | Vyloučení z FIFA           | Vyloučení z FIFA           | Vyloučení z FIFA           |
| 1994   | nepostoupili z kvalifikace                  | nepostoupili z kvalifikace | nepostoupili z kvalifikace | nepostoupili z kvalifikace | nepostoupili z kvalifikace | nepostoupili z kvalifikace | nepostoupili z kvalifikace | nepostoupili z kvalifikace |
| 1998   | základní skupina Soupiska                   | 24.                        | 3                          | 0                          | 2                          | 1                          | 3                          | 6                          |
| 2002   | základní skupina Soupiska                   | 17.                        | 3                          | 1                          | 1                          | 1                          | 5                          | 5                          |
| 2006   | nepostoupili z kvalifikace                  | nepostoupili z kvalifikace | nepostoupili z kvalifikace | nepostoupili z kvalifikace | nepostoupili z kvalifikace | nepostoupili z kvalifikace | nepostoupili z kvalifikace | nepostoupili z kvalifikace |
| 2010   | nepostoupili ze základní skupiny A soupiska | 20.                        | 3                          | 1                          | 1                          | 1                          | 3                          | 5                          |
| 2014   | Nepostoupili z kvalifikace                  | Nepostoupili z kvalifikace | Nepostoupili z kvalifikace | Nepostoupili z kvalifikace | Nepostoupili z kvalifikace | Nepostoupili z kvalifikace | Nepostoupili z kvalifikace | Nepostoupili z kvalifikace |
| 2018   | Nepostoupili z kvalifikace                  | Nepostoupili z kvalifikace | Nepostoupili z kvalifikace | Nepostoupili z kvalifikace | Nepostoupili z kvalifikace | Nepostoupili z kvalifikace | Nepostoupili z kvalifikace | Nepostoupili z kvalifikace |
| 2022   | Nepostoupili z kvalifikace                  | Nepostoupili z kvalifikace | Nepostoupili z kvalifikace | Nepostoupili z kvalifikace | Nepostoupili z kvalifikace | Nepostoupili z kvalifikace | Nepostoupili z kvalifikace | Nepostoupili z kvalifikace |
| Celkem | 3/19                                        |                            | 9                          | 2                          | 4                          | 3                          | 13                         | 16                         |

## Konfederační pohár FIFA
| Rok    | Výsledek           | Z                  | V                  | R                  | P                  | GV                 | GO                 |
| ------ | ------------------ | ------------------ | ------------------ | ------------------ | ------------------ | ------------------ | ------------------ |
| 1992   | vyloučení z FIFA   | vyloučení z FIFA   | vyloučení z FIFA   | vyloučení z FIFA   | vyloučení z FIFA   | vyloučení z FIFA   | vyloučení z FIFA   |
| 1995   | nekvalifikovali se | nekvalifikovali se | nekvalifikovali se | nekvalifikovali se | nekvalifikovali se | nekvalifikovali se | nekvalifikovali se |
| 1997   | základní skupina   | 3                  | 0                  | 1                  | 2                  | 5                  | 7                  |
| 1999   | nekvalifikovali se | nekvalifikovali se | nekvalifikovali se | nekvalifikovali se | nekvalifikovali se | nekvalifikovali se | nekvalifikovali se |
| 2001   | nekvalifikovali se | nekvalifikovali se | nekvalifikovali se | nekvalifikovali se | nekvalifikovali se | nekvalifikovali se | nekvalifikovali se |
| 2003   | nekvalifikovali se | nekvalifikovali se | nekvalifikovali se | nekvalifikovali se | nekvalifikovali se | nekvalifikovali se | nekvalifikovali se |
| 2005   | nekvalifikovali se | nekvalifikovali se | nekvalifikovali se | nekvalifikovali se | nekvalifikovali se | nekvalifikovali se | nekvalifikovali se |
| 2009   | 4. místo           | 5                  | 1                  | 1                  | 3                  | 4                  | 6                  |
| 2013   | nekvalifikovali se | nekvalifikovali se | nekvalifikovali se | nekvalifikovali se | nekvalifikovali se | nekvalifikovali se |                    |
| 2017   | nekvalifikovali se | nekvalifikovali se | nekvalifikovali se | nekvalifikovali se | nekvalifikovali se | nekvalifikovali se |                    |
| Celkem | 2/8                | 8                  | 1                  | 2                  | 5                  | 9                  | 13                 |